# كين موراي (لاعب كرة قدم)
كين موراي (بالإنجليزية: Ken Murray)‏ (8 أبريل 1928 بنيوكاسل أبون تاين في المملكة المتحدة - 1 يناير 1993 بنيوكاسل أبون تاين في المملكة المتحدة) هو لاعب كرة قدم بريطاني في مركز الهجوم. لعب مع أولدهام أثلتيك ونادي ريكسهام ونادي غيتزهد ونادي مانسفيلد تاون ونادي أشينغتون ‏ وبيشوب أوكلاند ‏ ودارلينجتون إف سى.